# Agnes (helgon)
Agnes (grekiska ἁγνή ’ren’, ’kysk’), född 237 eller 291 i Rom, död 257/258 eller 304 i Rom, var en romersk jungfru och martyr. Agnes vördas som helgon inom bland annat romersk-katolska kyrkan. Hennes minnesdag firas den 21 januari.

## Biografi
Agnes var en romersk 13-årig flicka, som avböjde en ung mans frieri. Hon menade att hon redan hade sin brudgum – Kristus. Hon yttrade:
| ” | Jag är redan förlovad med en annan man, förmögnare och skönare än Ni och som lovat mig gåvor ännu dyrbarare än Edra. Honom har jag givit min tro, och jag skall hålla mitt löfte. Att älska honom betyder att förbliva ren, quem cum amavero, casta sum. | „ |

Eftersom detta var under kristendomsförföljelsernas tid, blev hon avrättad för att hon bekände sig till Kristus. Hennes reliker vördas i basilikan Sant'Agnese fuori le Mura i norra Rom, medan hennes kranium har fått ett eget kapell, Cappella della Santa Testa, i Sant'Agnese in Agone vid Piazza Navona.
Den heliga Agnes gravskrift författades av påve Damasus I:
| ” | FAMA REFERT SANCTOS DVDUM RETVLISSE PARENTES AGNEN CVM LVGVBRES CANTVS TVBA CONCREPVISSET NVTRICIS GREMIVM SVBITO LIQVISSE PVELLAM SPONTE TRVCIS CALCASSE MINAS RABIEMQUE TYRANNI VRERE CVM FLAMMIS VOLVISSET NOBILE CORPVS VIRIBVS INMENSVM PARVIS SVPERASSE TIMOREM NVDAQUE PROFVSVM CRINEM PER MEMBRA DEDISSE NE DOMINI TEMPLVM FACIES PERITVRA VIDERET O VENERANDA MIHI SANCTVM DECVS ALMA PVDORIS VT DAMASI PRECIBVS FAVEAS PRECOR INCLYTA MARTYR. | „ |

Agnes brukar vanligtvis avbildas med ett lamm, vars latinska glosa, agnus, anspelar på hennes namn.
Sankta Agnes beskyddar kyskhet och jungfrur, barn, förlovade par, trädgårdsmästare och gästhem för arbetande kvinnor.
Enligt Ambrosius av Milano var Agnes martyrium tvåfalt – renhetens och trons martyrium.

## Bilder

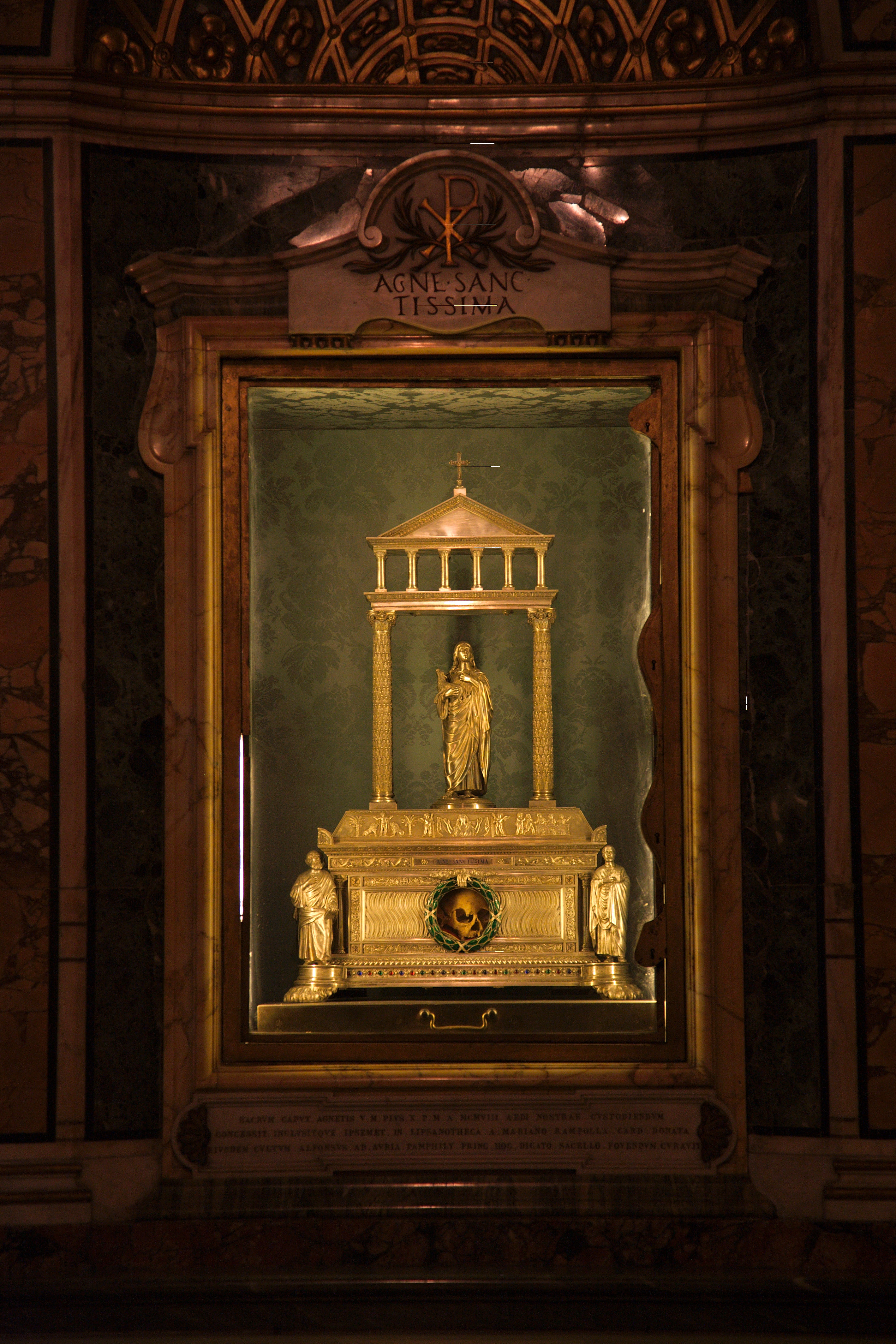
Sankta Agnes kranium bevaras i ett särskilt kapell i kyrkan Sant'Agnese in Agone.
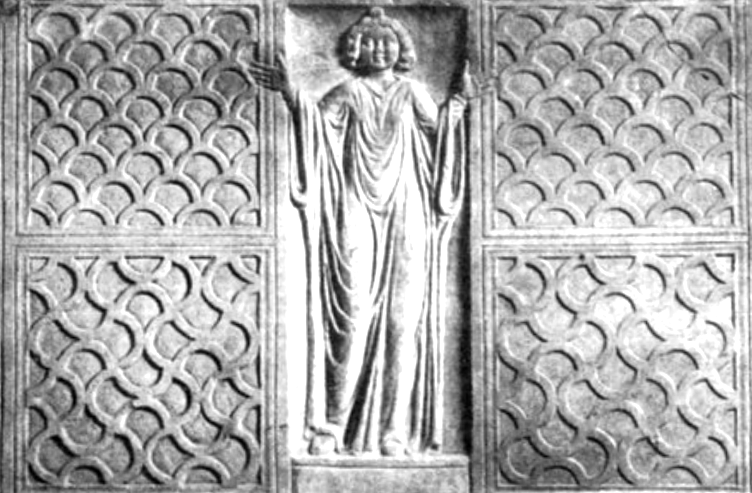
Den heliga Agnes avbildad som orant. Relief från slutet av 300-talet i Sant'Agnese fuori le Mura.
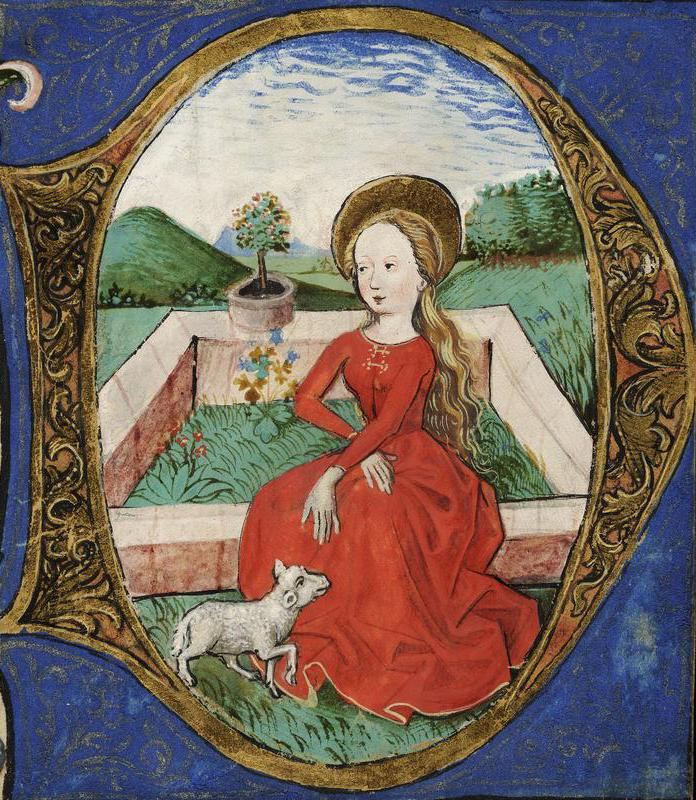
Illumination.
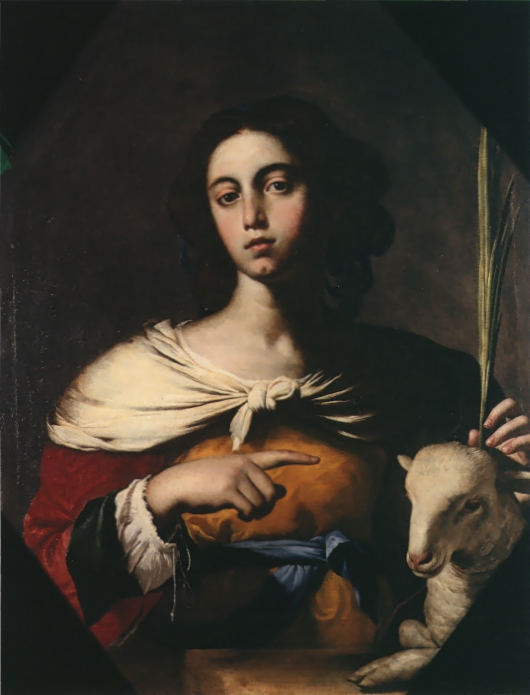
Den heliga Agnes. Målning av Francesco Guarino från 1650.